# Lazzarella (film)
Lazzarella è un film del 1957 diretto da Carlo Ludovico Bragaglia.

## Trama
Luciano, che studia all'Università, s'innamora di Sandra, detta Lazzarella, studentessa di liceo, la quale ricambia il suo amore. Se la famiglia di lei è ricchissima, quella di lui è di estrazione modesta; la differenza di condizione non sembra comunque costituire un problema, e la laurea di Luciano accresce la speranza di un felice avvenire. In seguito a un improvviso dissesto finanziario, però, l'azienda familiare di Sandra fallisce: così, per venire in aiuto dei suoi, la ragazza accetterà le premure di un amico d'infanzia molto ricco, decidendo di sposarlo per avere il suo sostegno finanziario. Luciano, non essendo a conoscenza dei motivi della ragazza, la lascia in modo brusco e senza spiegazioni. Ma i sentimenti di Lazzarella avranno la meglio e alla fine la ragazza ritroverà il suo amore.

## Produzione
Il film si ispira alla canzone omonima cantata da Aurelio Fierro e vincitrice del secondo premio al Festival di Napoli del 1957. Scritta da Domenico Modugno e Riccardo Pazzaglia, la canzone aveva già avuto un enorme successo ed era stata tradotta anche in francese e interpretata da Dalida.

## Colonna sonora
Le canzoni del film, cantate da Domenico Modugno e Aurelio Fierro, sono:
- Lazzarella di Riccardo Pazzaglia e Domenico Modugno
- La signora a fianco di Riccardo Pazzaglia e Domenico Modugno
- 'A pizza c'à pummarola di Riccardo Pazzaglia e Domenico Modugno
- I' te vurria vasà di Vincenzo Russo e Eduardo Di Capua
- Storta va ... deritta vene di Dionisio Sgueglia, Alberto Petrucci e Alfredo Romeo